# Епископ моравички Антоније
Антоније (световно Драган Пантелић; Ваљево, 23. јул 1970 — Москва, 11. март 2024) био је епископ моравички и први старешина обновљеног Подворја српске патријаршије у Москви, теолог и преводилац.

## Биографија
Основну школу завршио је у Причевићу код Ваљева. Богословију је завршио у манастиру Крки 1991. године. Дипломирао је на Духовној академији у Москви 1996. године. Био је најбољи студент генерације и стипендиста фондације патријарха московског и све Русије Алексија II. Одлуком Научног савета Московске духовне академије од 25. маја 1996, јеромонаху Антонију додељено је научно звање кандидата богословља, за одбрањену дисертацију на катедри Историје помесних Цркава.
Као ученика богословије замонашио га је у чин мале схиме 23. септембра 1988. године у манастиру Крки епископ жички Стефан (Боца). Рукоположио га је у чин јерођакона 1989, а у чин јеромонаха је 5. јануара 1991. године у манастиру Жичи такође епископ жички Стефан.
По повратку из Русије месеца јуна 1996. године, унапређен је у чин синђела и постављен за намесника и благајника манастира Студенице. Свети архијерејски синод Српске православне цркве, на предлог митрополита дабробосанског Николаја, поставио га је августа месеца 2000. године за професора Богословије Светог Петра Дабробосанског у Фочи, када и прелази у клир Митрополије дабробосанске као сабрат манастира Добруна. Од октобра месеца 2000. године предавао је и на Музичкој академији Универзитета у Српском Сарајеву. Истовремено је обављао сва богослужења и парохијске обавезе у Саборној цркви у Сарајеву где бива унапређен у чин протосинђела на Божић 2001. године.
На предлог патријарха српског Павла, Свети архијерејски синод изабрао је, јануара 2002, протосинђела Антонија за старешину Подворја српске цркве у Москви. На основу одлуке Светог архијерејског синода, митрополит Николај, 17. марта 2002, у Духовној академији Светог Василија Острошког у Србињу, произвео је протосинђела Антонија у чин архимандрита.
Био је старешина Подворја српске патријаршије у Москви и представник Српске православне цркве у Русији. Предавао је на Руском православном универзитету и био управник катедре за литургијско богословље. На предлог патријарха српског Павла изабрао га је Свети архијерејски сабор Српске православне цркве на редовном заседању маја месеца 2006. године за викарног епископа моравичког. Хиротонисан је у Саборном храму Светог архангела Михаила у Београду 23. јула 2006. године од стране патријарха српског Павла уз саслужење митрополита црногорско-приморског Амфилохија, митрополита дабробосанског Николаја, архиепископа верејског Евгенија (Руска православна црква) и још 16 архијереја и мноштва свештеника Српске и Руске православне цркве.
Епископ Антоније је 24. марта 2008. године у Москви пред Међународним академијским акредитационим и атестационим комитетом (МАААК) одбранио научни степен доктора теологије уз сва права, привилегије и почасти, за научну дисертацију на тему „Богослужења у дохалкидонским црквама“.
У јулу 2018. изабран је за декана Факултета религијског образовања Московског православног института Светог Јована Богослова.
Аутор је чланака и радова објављених у руском издању Православне енциклопедије, као и у раду Поклоничке агенције Пут вере и Издавачке установе Подворја Српске Православне Цркве у Москви.
Преминуо је у Москви, 11. марта 2024. године у 53. години живота, после дуге и тешке болести. Сахрањен је у порти Храма Светих апостола Петра и Павла у Москви. Патријарх српски Порфирије и патријарх московски и све Русије Кирил служили су свету литургију и парастос.

## Признања

### Одликовања
Епископ Антоније Пантелић је добио следећа одликовања:
- Орден Сергија Радоњешког трећег степена (од патријарха московског и све Русије Алексија Другог)
- Орден Благоверног кнеза моравског Ростислава (од блажењејшег митрополита чешких земаља и словачке Николаја, 22. маја 2004)
- Орден „Светог Александра Невског“ (22. јануара 2006)
- Орден Савета за друштвене награде Руске Федерације, „За службу отаџбини и православљу“ трећег степена (14. јануара 2007)
- Орден првог степена „За веру и верност“ (од Комитета за награде Руске Федерације, 6. маја 2007)
- Почасни знак првог највишег степена „Заштитника отаџбине“ (од Савета војних ветерана Русије и Белорусије 14. јула 2007)
- Медаља Светог Марка Ефеског I степена (2020)[6]
- Орден пријатељства (од руског председника Владимира Путина, 2020)[7]
- Орден Светог Алексија, Митрополита Кијевског, Московског и све Русије III степена (2020)[8]
- Орден Светог кнеза Владимира I степена (2021)[9]

### Награде
- Међународна награда „Златни витез”, за књигу Oдноси Српске и Руске Православне Цркве 1945–1950. на основу докумената из руских архива, Москва, 2023.[10]

## Дела
Монографије
- Господи посети виноград сей
- Православна Москва (водич кроз православне светиње руске престонице)
- Отношения Сербской и Русской Православных Церквей на основании документов российских архивов
- Святые земли сербской, У загрљају Богородичиног града
- Свидетель истории и живой голос традиции

Преводи
- Померање граница срца Митрополита тверског и кашинског Амвросија (Јермакова)
- У шта верују православни хришћани Митрополита будимпештанског и мађарског Илариона (Алфејева)
- Запитајмо се о будућности човечанства Патријарха московског и све Русије Кирила
- Тајна предивних дела Митрополита тверског и кашинског Амвросија